# Frichti (entreprise)
Frichti est une entreprise française de quick commerce, livraison de courses et de repas à domicile créée en 2015 par Julia Bijaoui et Quentin Vacher.

## Histoire
En 2015, Quentin Vacher et Julia Bijaoui créent Frichti. Deux ans plus tard, le site de préparation et de livraison de repas à domicile boucle une levée de fonds de 30 millions d’euros auprès des fonds Verlinvest et Felix Capital. Un an après, ils lancent Frichti Market, spécialisé dans la livraison de courses à domicile.
En septembre 2019, Frichti intègre le label Next40.
En 2021, Frichti se développe dans le reste de la France comme à Bordeaux, Lyon et Lille, ainsi qu'en Belgique.
En janvier 2022, Frichti annonce être entré en négociations exclusives avec l'allemand Gorillas dans le but d'un rapprochement.
Fin 2022, Frichti et Gorillas sont rachetés par le turc Getir.
Le 2 mai 2023, Frichti entre en redressement judiciaire, ainsi que Gorillas et Getir en France. Le contexte économique rend en effet le recours à l'endettement plus difficile pour financer les pertes importantes de l'activité,,.
Le 19 juillet 2023, le tribunal de commerce prolonge la procédure de redressement judiciaire. Getir et Gorillas sont quant à eux placés en liquidation judiciaire.
Le 27 septembre 2023, Frichti est repris par La Belle Vie qui garde 160 employés.

### Produits
Frichti est une entreprise de la FoodTech qui comprend plusieurs services. La start-up a d’abord proposé la livraison de plats préparés dans une cuisine centrale basée à Chevilly-Larue. Depuis 2018, l'entreprise propose la livraison de courses à domicile le jour même. Elle propose également des « kits recettes » pour aider ses clients à cuisiner[réf. nécessaire].
L’entreprise s’adresse également aux entreprises via deux services : le premier est une offre permettant à des salariés de grouper leurs commandes de déjeuner. La seconde solution est un service de retrait en magasin pour les entreprises de plus de cent collaborateurs.

## Travail dissimulé
En mai 2024, 150 livreurs auto-entrepreneurs de Frichti saisissent le tribunal des prud'hommes pour faire reconnaître leur statut de salariés. En effet, pendant leur période de travail en tant qu'indépendant chez Frichti, ils devaient obéir « à des ordres, des directives, porter l'uniforme, pointer et avaient des plannings, des tournées ».

## Travail illégal
En juin 2020, le journal Libération découvre que Frichti emploie illégalement de nombreux travailleurs, souvent sans papiers, sous le régime de l'auto-entrepreneuriat . À la suite de contrôles d’identité, l’entreprise doit arrêter de travailler avec des auto-entrepreneurs dont elle dit découvrir la situation irrégulière. Les livreurs se mobilisent alors pour tenter d’obtenir leur régularisation. Le mois suivant, le Gouvernement accorde dans des conditions très floues une centaine de récépissés permettant aux coursiers concernés de continuer à travailler en France .
Malgré ça, une centaine d'autres (66 puis 34 de plus) attaque la société devant les prud'hommes .
En 2023, la société est toujours accusée d'employer des sans papiers dans des conditions très critiquables . Le 22 août, 200 livreurs annoncent attaquer l'entreprise en justice.